# 大台乡
大台乡，是中华人民共和国河北省保定市阜平县下辖的一个乡镇级行政单位。

## 行政区划
大台乡下辖以下地区：
柏崖村、东板峪店村、大连地村、坊里村、东台村、老路渠村、苇子沟村、大台村和炭灰铺村。